# Ладилов, Константин Михайлович
Константи́н Миха́йлович Лади́лов (9 февраля 1927, Ачка — 13 февраля 1983, Москва) — советский тромбонист и музыкальный педагог, солист оркестра Горьковского театра оперы и балета и государственного академического симфонического оркестра СССР, заслуженный артист РСФСР (1979).

## Биография
С 1947 по 1955 год Константин Ладилов работал солистом оркестра Горьковского театра оперы и балета. В 1952 году он окончил Горьковскую консерваторию по классу Владимира Щербинина. В 1953 Ладилов стал лауреатом первой премии IV международного фестиваля молодёжи и студентов в Бухаресте. В 1956 году он окончил аспирантуру Московской консерватории. С 1957 по 1983 год Константин Ладилов был солистом Государственно симфонического оркестра СССР. В 1978 году ему было присвоено почётное звание заслуженный артист РСФСР.
В 1949—1959 годах он преподавал в Горьковском музыкальном училище, в 1952—1964 — в консерватории. С 1964 года Ладилов продолжил педагогическую деятельность в музыкально-педагогическом институте имени Гнесиных, с 1979 года был доцентом этого института.
Умер в 1983 году. Похоронен на Ваганьковском кладбище (35 уч.).

## Награды и звания
- Лауреат I премии IV международного фестиваля молодёжи и студентов (1953, Бухарест)
- Заслуженный артист РСФСР (1979)